# Humble Pie
A Humble Pie 1969 és 2002 között, több szakaszban működő brit rockegyüttes. A Steve Marriott által alapított együttes hard-rockot, blues-rockot, boogie-rockot és rhythm and bluest játszott. Az idők során számos tagja volt; a legnevezetesebb Steve Marriott, Jerry Shirley, Greg Ridley, Peter Frampton és Clem Clempson. Frampton 1971-ben vált ki az együttesből.

## A név eredete
Az angol kifejezés jelentése szó szerint "szerény sütemény" vagy "alázatos pite". Olyasvalakire utal, akinek vállalnia kell, hogy megszégyenült, és bocsánatot kell kérnie attól az embertől, akinek bajt okozott. Meg kell alázkodnia.

## Története
Az együttes szupergrupnak számított, hiszen a Small Faces, The Herd és Spooky Tooth zenekarok zenészei alkották. 1969-ben alakultak meg az essexi Moretonban. Fennállásuk alatt 11 nagylemezt jelentettek meg. Albumaikat az Immediate Records, A&M Records, Sanctuary Records és Atco Records kiadók adták ki. 1969-től 2002-ig működtek, de többször feloszlottak pályafutásuk során. Először 1969-től 1975-ig tevékenykedtek, majd 1979-től 1983-ig, majd 1988-tól 2000-ig, végül 2001-től 2002-ig. 2002-ben véglegesen feloszlottak, a tagok pedig visszatértek az eredeti együtteseikbe. A "Get Down to It" című számuk hallható a 2004-es Grand Theft Auto: San Andreas videójátékban is.

## Diszkográfia

### Albumok
- As Safe as Yesterday Is (1969)
- Town and Country (1969)
- Humble Pie (1970)
- Rock On (1971)
- Smokin' (1972)
- Eat It (1973)
- Thunderbox (1974)
- Street Rats (1975)
- On to Victory (1980)
- Go for the Throat (1981)
- Back on Track (2002)

## Eredeti tagjai

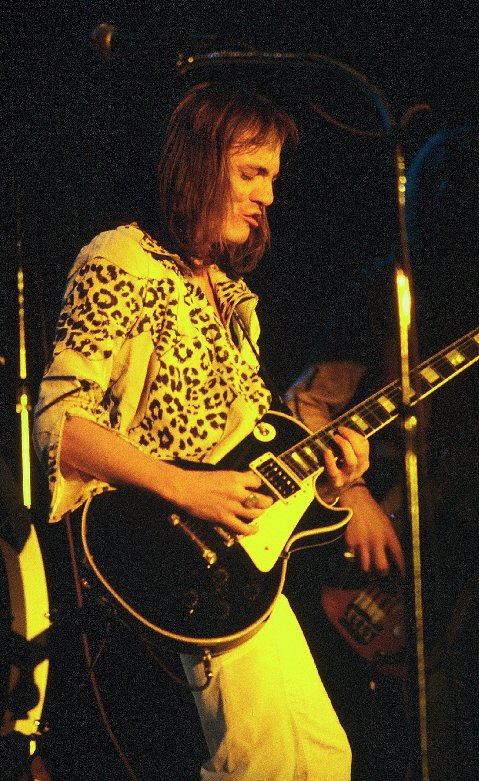
Steve Marriott, énekes és gitáros

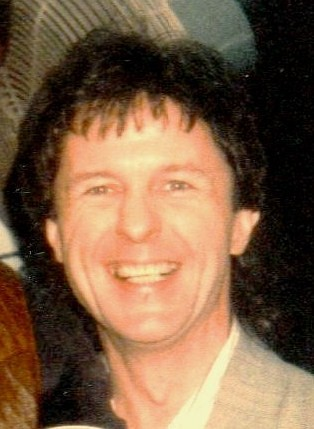
Jerry Shirley, dobos

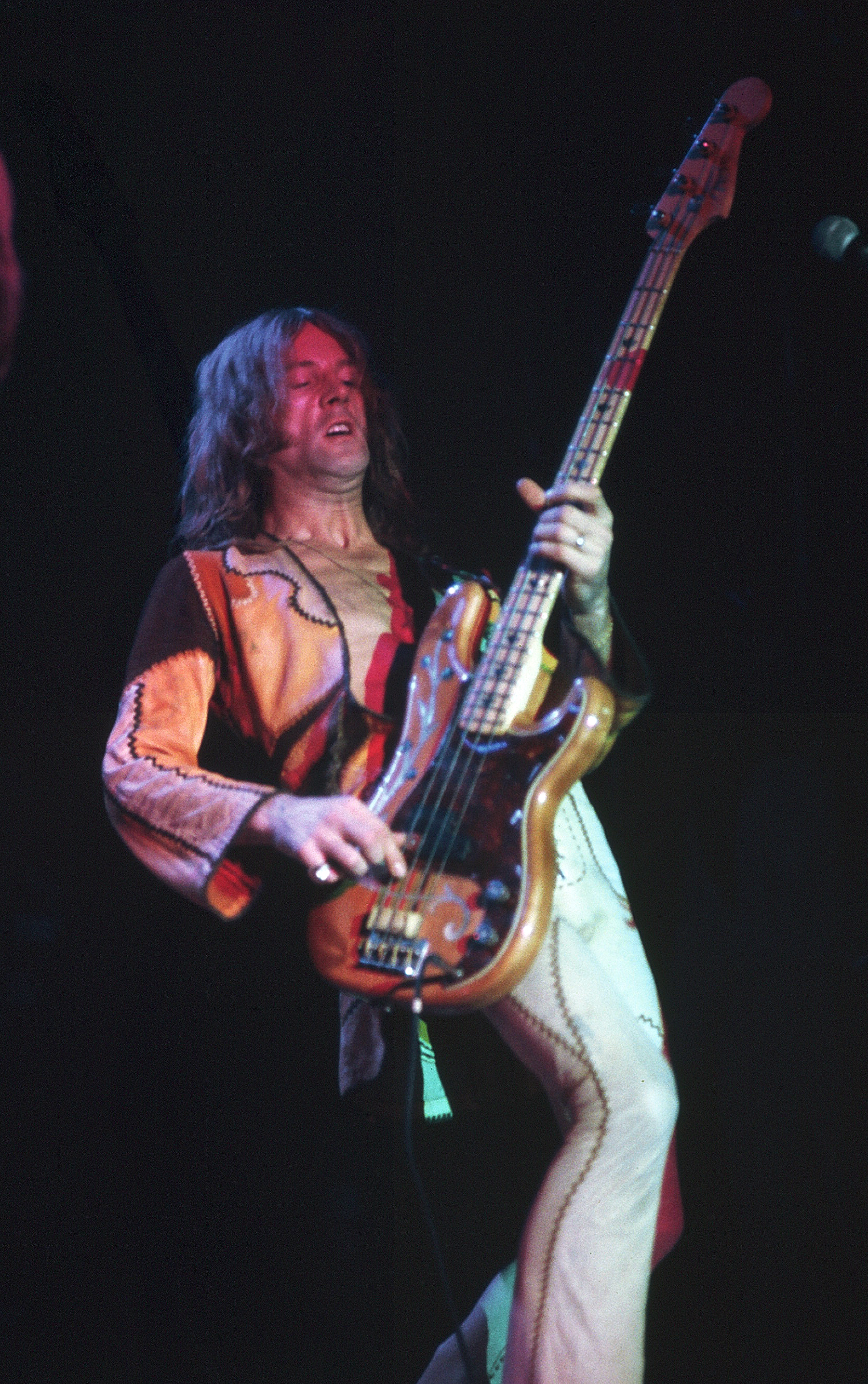
Greg Ridley, basszusgitáros

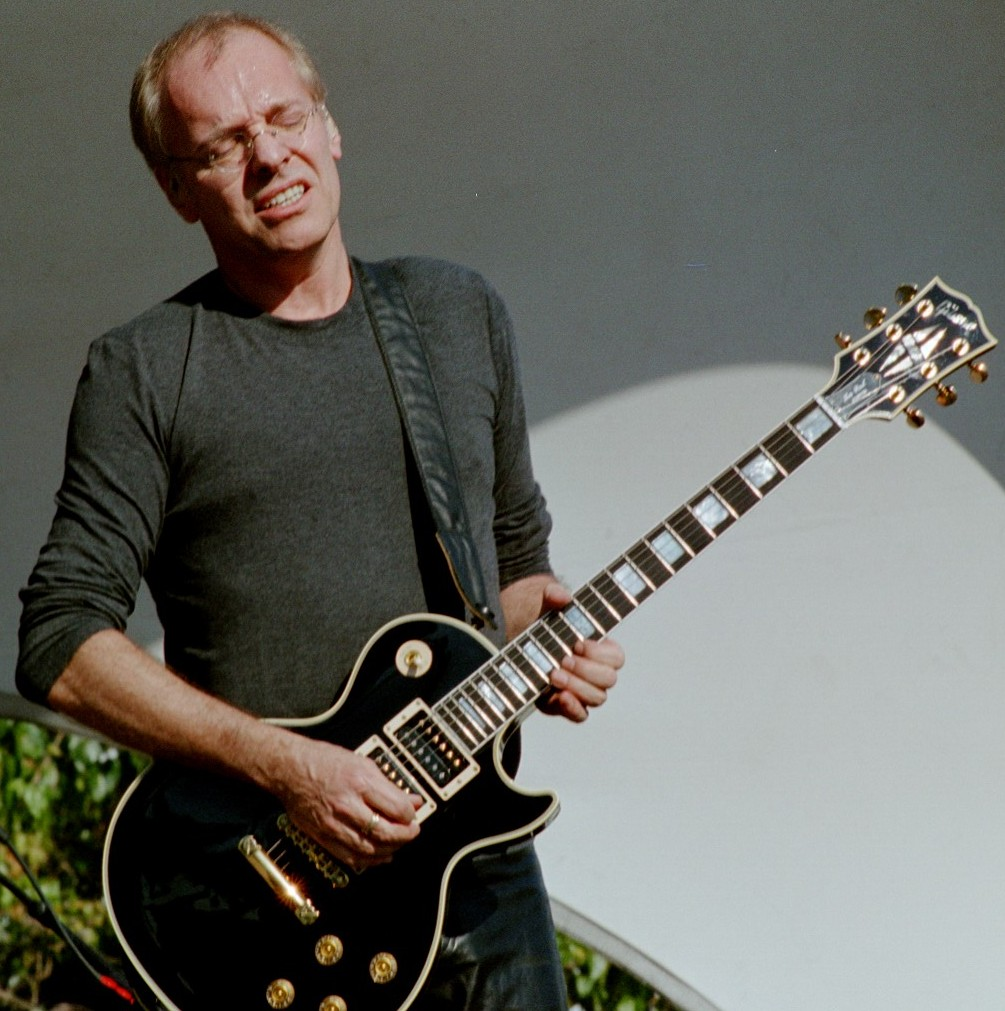
Peter Frampton, szólógitáros

Steve Marriott
Aktív: 1969–1975, 1979–1983
Fő hangszerei: szólóének, gitár
Egyéb hangszerei: billentyűs hangszerek, szájharmonika, ütőhangszerek, szitár
Stúdiófelvételek: valamennyi stúdiófelvételen szerepelt kivéve a Back on Track (2002)
Valamennyi koncertfelvételen szerepelt
Jerry Shirley
Aktív: 1969–1975, 1979–1981, 1988–1999, 2001–2002
Fő hangszerei: dobok
Egyéb hangszerei: billentyűs hangszerek, ütőhangszerek, gitár
Stúdiófelvételek: valamennyi stúdiófelvételen szerepelt
Koncertfelvételek: valamennyi koncertfelvételen szerepelt
Greg Ridley
Aktív: 1969–1975, 2001–2002
Fő hangszerei: basszusgitár, vokál
Egyéb hangszerei: gitár, ütőhangszerek
Stúdiófelvételek: valamennyi stúdiófelvételen szerepelt 1969-1975 között és 2002-ben a Back on Track albumon
Koncertfelvételek: valamennyi koncertfelvételen szerepelt
Peter Frampton
Aktív: 1969-1971
Fő hangszerei: szólógitár, vokál
Egyéb hangszerei: billentyűs hangszerek, basszusgitár, dobok, ütőhangszerek
Stúdiófelvételek: valamennyi stúdiófelvételen szerepelt 1969-1971 között
Koncertfelvételek: Performance Rockin' the Fillmore (1971), Natural Born Boogie: The BBC Sessions (2000), Live at the Whiskey A-Go-Go '69 (2002)

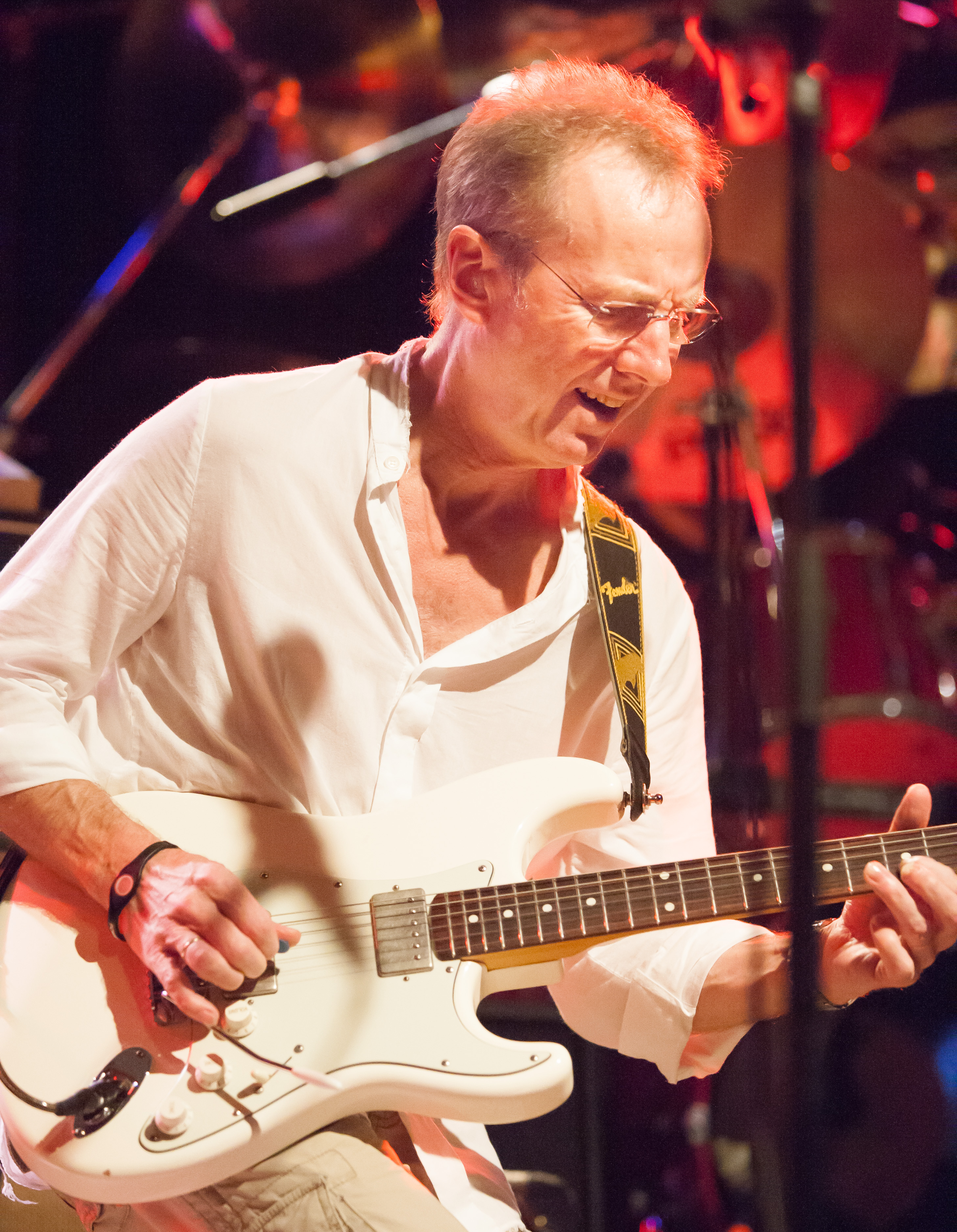
Clem Clempson, szólógitáros

Clem Clempson
Aktív: 1971–1975
Fő hangszerei: szólógitár, vokál
Egyéb hangszerei: billentyűs hangszerek
Stúdiófelvételek:: valamennyi stúdiófelvételen szerepelt 1972-1975 között
Koncertfelvételek: King Biscuit Flower Hour Presents: In Concert Humble Pie Live 1973 (1995), Extended Versions (2000), Natural Born Boogie: The BBC Sessions (2000)

## További tagjai

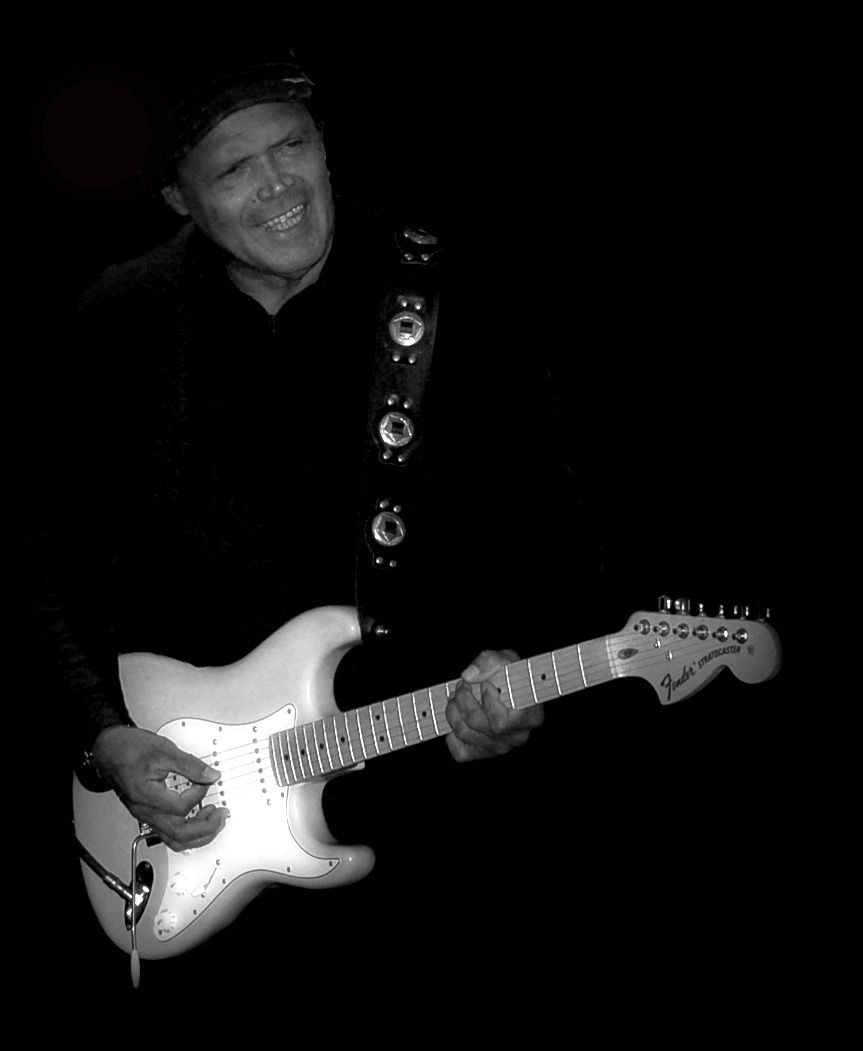
Bobby Tench, szólógitáros

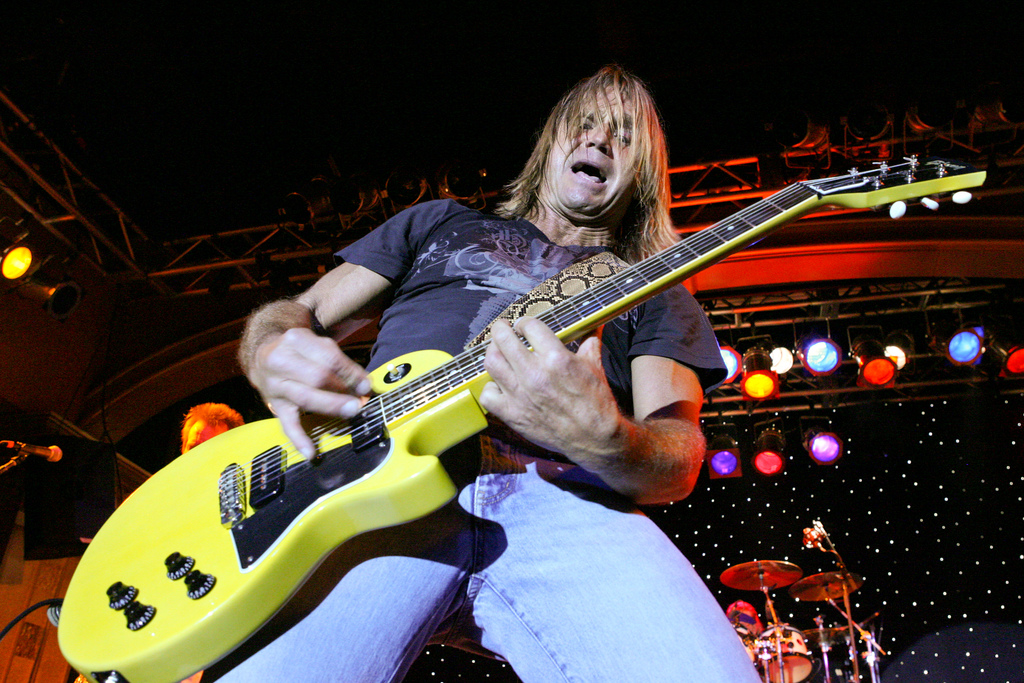
Charlie Huhn, énekes és gitáros

Anthony "Sooty" Jones
Aktív: 1979–1981, 1988
Hangszerei: basszusgitár, vokál
Stúdiófelvételek: On to Victory (1980), Go for the Throat (1981)
Bobby Tench
Aktív: 1979–1981, 2001–2002
Hangszerei: szólógitár, vokál
Egyéb hangszerei: billentyűs hangszerek
Stúdiófelvételek: On to Victory (1980), Go for the Throat (1981), Back on Track (2002)
Fallon Williams III
Aktív: 1982–1983
Hangszerei: dobok
Stúdiófelvételek: -
Jim Leverton
Aktív: 1982–1983
Hangszerei: basszusgitár, vokál
Stúdiófelvételek: -
Goldy McJohn
Aktív: 1982
Hangszerei: billentyűs hangszerek
Stúdiófelvételek: -
Keith Cristopher
Aktív: 1983
Hangszerei: basszusgitár
Stúdiófelvételek: -
Tommy Johnson
Aktív: 1983
Hangszerei: szólógitár
Stúdiófelvételek: -
Phil Dix
Aktív: 1983
Hangszerei: szólógitár
Stúdiófelvételek: -
Rick Richards
Aktív: 1983
Hangszerei: szólógitár
Stúdiófelvételek: -
Dave Hewitt
Aktív: 1983
Hangszerei: basszusgitár
Stúdiófelvételek: -
Charlie Huhn
Aktív: 1988–1999, 2000
Hangszerei: szólóének, gitár
Stúdiófelvételek: -
Wally Stocker
Aktív: 1988–1990
Hangszerei: szólógitár
Stúdiófelvételek: -
Sean Beavan
Aktív: 1988–1990
Hangszerei: basszusgitár
Stúdiófelvételek: -
Scott Allen
Aktív: 1990-1992
Hangszerei: basszusgitár
Stúdiófelvételek: -
Alan Greene
Aktív: 1990-1999
Hangszerei: szólógitár
Stúdiófelvételek: -
Sam Nemon
Aktív: 1992-1996
Hangszerei: basszusgitár
Stúdiófelvételek: -
Brad Johnson
Aktív: 1996-1999
Hangszerei: basszusgitár
Stúdiófelvételek: -
Jamie Darnell
Aktív: 2000
Hangszerei: dobok
Stúdiófelvételek: -
Ean Evans
Aktív: 2000
Hangszerei: basszusgitár
Stúdiófelvételek: -
Kent "Bubba" Gascoyne
Aktív: 2000
Hangszerei: basszusgitár
Stúdiófelvételek: -
Rick Craig
Aktív: 2000
Hangszerei: szólógitár
Stúdiófelvételek: -
Patrick Thomas
Aktív: 2000
Hangszerei: szólógitár
Stúdiófelvételek: -
Dave "Bucket" Colwell
Aktív: 2001-2002
Hangszerei: gitár
Stúdiófelvételek: Back on Track (2002)
Dean Rees
Aktív: 2002
Hangszerei: billentyűs hangszerek
Stúdiófelvételek: -

## Az együttes felállásai
- Csak az egyeszenészek fő hangszereit jelöljük. Az együttes egy évnél rövidebb inaktivitása nincs jelölve.
- Az együttes eredeti tagjainak nevét vastagítva jelöljük.

| Évek | Tagok | Stúdióalbumok                                                                                   | Koncertalbumok |
| --- | --- | ----------------------------------------------------------------------------------------------- | --- |
| Humble Pie 1969-1971 | - Steve Marriott – énekes, gitár - Peter Frampton – szólógitár, vokál - Greg Ridley – basszusgitár, vokál - Jerry Shirley – dobok                        | - As Safe as Yesterday Is (1969) - Town and Country (1969) - Humble Pie (1970) - Rock On (1971) | - Performance Rockin' the Fillmore (1971) - Natural Born Boogie: The BBC Sessions [part] (2000) - Live at the Whiskey A-Go-Go '69 (2002)                     |
| Humble Pie 1971-1975 | - Steve Marriott – énekes, gitár - Clem Clempson – szólógitár, vokál - Greg Ridley – basszusgitár, vokál - Jerry Shirley – dobok                         | - Smokin' (1972) - Eat It (1973) - Thunderbox (1974) - Street Rats (1975)                       | - King Biscuit Flower Hour Presents: In Concert Humble Pie Live 1973 (1995) - Extended Versions (2000) - Natural Born Boogie: The BBC Sessions [part] (2000) |
| 1975-1979 | Feloszlott |                                                                                                 | |
| Humble Pie 1979-1981 | - Steve Marriott – énekes, gitár - Bobby Tench – szólógitár, vokál - Anthony Jones – basszusgitár, vokál - Jerry Shirley – dobok                         | - On to Victory (1980) - Go for the Throat (1981)                                               | - |
| Humble Pie 1982 | - Steve Marriott – énekes, gitár - Goldy McJohn – billentyűs hangszerek - Jim Leverton – basszusgitár, vokál - Fallon Williams III – dobok               | -                                                                                               | - |
| Humble Pie Sometimes billed as the "Small Faces" 1982-1983 | - Steve Marriott – énekes, gitár - Jim Leverton – basszusgitár, vokál - Fallon Williams III – dobok                                                      | -                                                                                               | - |
| Humble Pie 1983 | - Steve Marriott – énekes, gitár - Tommy Johnson – szólógitár - Keith Christopher – basszusgitár - Fallon Williams III – dobok                           | -                                                                                               | - |
| Humble Pie 1983 | - Steve Marriott – énekes, gitár - Phil Dix – szólógitár - Keith Christopher – basszusgitár - Fallon Williams III – dobok                                | -                                                                                               | - |
| Humble Pie 1983 | - Steve Marriott – énekes, gitár - Rick Richards – szólógitár - Keith Christopher – basszusgitár - Fallon Williams III – dobok                           | -                                                                                               | - |
| Humble Pie 1983 | - Steve Marriott – énekes, gitár - Dave Hewitt – basszusgitár - Fallon Williams III – dobok                                                              | -                                                                                               | - |
| 1983-1988 | Feloszlott |                                                                                                 | |
| Humble Pie featuring Jerry Shirley 1988 | - Charlie Huhn – énekes, gitár - Wally Stocker – szólógitár - Anthony Jones – basszusgitár - Jerry Shirley – dobok                                       | -                                                                                               | - |
| Humble Pie featuring Jerry Shirley 1988-1990 | - Charlie Huhn – énekes, gitár - Wally Stocker – szólógitár - Sean Beavan – basszusgitár - Jerry Shirley – dobok                                         | -                                                                                               | - |
| Humble Pie featuring Jerry Shirley 1990 | - Charlie Huhn – énekes, gitár - Wally Stocker – szólógitár - Scott Allen – basszusgitár - Jerry Shirley – dobok                                         | -                                                                                               | - |
| Humble Pie featuring Jerry Shirley 1990-1992 | - Charlie Huhn – énekes, gitár - Alan Greene – szólógitár - Scott Allen – basszusgitár - Jerry Shirley – dobok                                           | -                                                                                               | - |
| Humble Pie featuring Jerry Shirley 1992-1996 | - Charlie Huhn – énekes, gitár - Alan Greene – szólógitár - Sam Nemon – basszusgitár - Jerry Shirley – dobok                                             | -                                                                                               | - |
| Humble Pie featuring Jerry Shirley 1996-1999 | - Charlie Huhn – énekes, gitár - Alan Greene – szólógitár - Brad Johnson – basszusgitár - Jerry Shirley – dobok                                          | -                                                                                               | - |
| Humble Pie Band assembled by Charlie Huhn to fulfill touring obligations after Jerry Shirley was injured; contained no original/classic Humble Pie members 2000 | - Charlie Huhn – énekes, gitár - Rick Craig – szólógitár - Ean Evans – basszusgitár - Kent Gascoyne – basszusgitár - Jamie Darnell – dobok               | -                                                                                               | - |
| Humble Pie Band assembled by Charlie Huhn to fulfill touring obligations after Jerry Shirley was injured; contained no original/classic Humble Pie members 2000 | - Charlie Huhn – énekes, gitár - Patrick Thomas – szólógitár - Ean Evans – basszusgitár - Kent Gascoyne – basszusgitár - Jamie Darnell – dobok           | -                                                                                               | - |
| Humble Pie 2001-2002 | - Bobby Tench – szólógitár, vokál - Dave Colwell – gitár - Greg Ridley – basszusgitár, vokál - Jerry Shirley – dobok                                     | - Back on Track (2002)                                                                          | - |
| Humble Pie 2002 | - Bobby Tench – szólógitár, vokál - Dave Colwell – gitár - Dean Rees – billentyűs hangszerek - Greg Ridley – basszusgitár, vokál - Jerry Shirley – dobok | -                                                                                               | - |